# Seira (Huesca)
Seira ist eine spanische Gemeinde in der Provinz Huesca der Autonomen Gemeinschaft Aragonien. Der Ort liegt in der Comarca Ribagorza im Tal des Ésera. Seira gilt als Pforte zum Tal von Benasque, das vom Congosto de Ventamillo abgeschlossen wird. In Seira befindet sich ein hydroelektrisches Kraftwerk.

## Gemeindegebiet
Das Gemeindegebiet umfasst die Ortschaften:
- Abi
- Barbaruéns
- Seira

## Bevölkerungsentwicklung
| 1991 | 1996 | 2001 | 2004 | 2011 |
| ---- | ---- | ---- | ---- | ---- |
| 218  | 202  | 202  | 179  | 151  |

## Sehenswürdigkeiten
- Romanische Kirche San Miguel in Abi aus dem 12. Jahrhundert.
- Reste des angeblich in die westgotische Zeit zurückreichenden Klosters Sant Pere de Taverna.
- Einsiedelei San Cristóbal in Barbaruéns.
- Im Gemeindegebiet wurde in der Nähe des Flussufers ein Dolmen aufgefunden.

## Söhne und Töchter
- Alexandre Masoliver (1934–2019), Zisterziensermönch und Ordenshistoriker